# Virbia
Genre
Synonymes
- Holomelina Herrich-Schäffer, 1855
- Bepara Walker, 1865
- Terna Walker, 1865
- Cothocida Walker, 1865
- Cytorus Grote, 1866

Virbia est un genre de lépidoptères (papillons) américains de la famille des Erebidae et de la sous-famille des Arctiinae.

## Liste des espèces
Selon FUNET Tree of Life (2 novembre 2020) :
- Virbia rubicundaria (Hübner, [1831])
- Virbia aurantiaca (Hübner, [1831])
- Virbia marginata (Druce, 1885)
- Virbia fragilis (Strecker, 1878)
- Virbia arbela (Druce, 1889)
- Virbia cetes (Druce, 1897)
- Virbia cyana (Dognin, 1909)
- Virbia esula (Druce, 1889)
- Virbia feronia (Druce, 1889)
- Virbia laeta (Guérin-Méneville, [1832])
- Virbia latus (Grote, [1866])
- Virbia heros (Grote, [1866])
- Virbia disparilis (Grote, [1866])
- Virbia pallicornis (Grote, 1867)
- Virbia mathani (Rothschild, 1910)
- Virbia metazonata (Hampson, 1901)
- Virbia lunulata (Herrich-Schäffer, [1855])
- Virbia nigricans (Reakirt, 1864)
- Virbia opella (Grote, 1863)
- Virbia mirma (Druce, 1897)
- Virbia pamphylia (Druce, 1889)
- Virbia polyphron (Druce, 1894)
- Virbia pomponia (Druce, 1889)
- Virbia rogersi (Druce, 1885)
- Virbia semirosea (Druce, 1889)
- Virbia tenuicincta (Hampson, 1901)
- Virbia trigonifera (Schaus, 1901)
- Virbia loti (Beutelspacher, 1991)
- Virbia erytrina (Beutelspacher, 1991)
- Virbia ampla (Walker, [1865])
- Virbia birchi Druce, 1911
- Virbia brevilinea (Walker, 1854)
- Virbia major (Felder & Rogenhofer, 1874)
- Virbia catama Dyar, 1913
- Virbia divisa (Walker, 1854)
- Virbia dotata (Walker, [1865])
- Virbia elisca Dyar, 1913
- Virbia endomelaena Dognin, 1914
- Virbia endophaea Dognin, 1910
- Virbia epione Druce, 1911
- Virbia fasciata Rothschild, 1910
- Virbia flemmingi Rothschild, 1910
- Virbia fluminea Schaus, 1912
- Virbia hypophaea Hampson, 1901
- Virbia lehmanni Rothschild, 1910
- Virbia luteilinea Walker, 1854
- Virbia inversa (H. Edwards, 1884)
- Virbia medarda (Stoll, [1781])
- Virbia mentiens Walker, 1854
- Virbia minuta (Felder & Rogenhofer, 1874)
- Virbia orola Dyar, 1914
- Virbia ovata Rothschild, 1910
- Virbia palmeri Druce, 1911
- Virbia parva Schaus, 1892
- Virbia punctata Druce, 1911
- Virbia rosenbergi Rothschild, 1910
- Virbia rotundata Schaus, 1904
- Virbia sanguicollis Hampson, 1901
- Virbia affinis Rothschild, 1910
- Virbia schadei Jörgensen, 1935
- Virbia strigata Rothschild, 1910
- Virbia subapicalis (Walker, 1854)
- Virbia egaca (Walker, [1865])
- Virbia thersites Druce, 1885
- Virbia underwoodi Druce, 1911
- Virbia varians Schaus, 1892
- Virbia xanthopleura (Hampson, 1898)
- Virbia zonata (Felder & Rogenhofer, 1874)
- Virbia satara Seitz, 1919
- Virbia phalangia Hampson, 1920
- Virbia flavifurca Hampson, 1916
- Virbia porioni Toulgoët, 1983
- Virbia ostenta (H. Edwards, 1881)
- Virbia costata (Stretch, 1885)
- Virbia insularis (Gaede, 1923)
- Virbia fergusoni Zaspel, 2008
- Virbia ferruginosa (Walker, 1854)
- Virbia immaculata (Reakirt, 1864)
- Virbia lamae (Freeman, 1941)
- Virbia rindgei Cardé, 2008